# RV Belgica
A Belgica kutatóhajó volt Adrien de Gerlache belga sarkkutató hajója az 1898–1899-es belga antarktiszi expedíció során. A hajót 1884-ben Norvégiában építették bálnavadászhajónak. Eredeti neve Patria, hossza 36 m, szélessége 7,6 m, merülése 4,1 m volt. A hajó törzsét fából építették, vízkiszorítása 263 BRT volt.

## A belga sarkköri expedíció hajójaként
1896-ban a hajót de Gerlache megvásárolta a tervezett belga sarkköri expedíció hajójának és átnevezte Belgicának (Belgium ókori neve, a Gallia Belgica után). Az expedíció 1897. augusztus 17-én hajózott ki Antwerpen kikötőjéből, legfőbb célja a déli mágneses sark helyzetének meghatározása volt.
A hajó az Antarktisz felé vette az irányt, de annyira meg volt terhelve, hogy csak 6 csomós sebességgel tudott haladni és a fedélzetet csak kb. 60 cm választotta el a vízvonaltól. A hajót tovább nehezítette, hogy a jég ellen az oldalát tölgyfa palánkokkal, míg az orrát öntöttvas lemezekkel erősítették meg. A vízvonal alatt hajlított orr lehetővé tette, hogy a hajó a jégtáblára ráússzon, majd a súlyával azt összetörje (a modern jégtörő hajókhoz hasonlóan).
Az expedíció 1898. február 15-én lépte át a déli sarkkört, Palmer-föld közelében. A Belgica legénységének tagjai voltak az első emberek, akik az Antarktiszon partra szálltak, mikor egy hetet töltöttek a parton és sikertelenül megpróbáltak a szárazföld belseje felé átkelni.
Miután tovább hajózott dél felé, a hajó 1898. március 3-án azonban a jég fogságába került az I. Sándor-föld partjainál. Mivel a hajót nem tudták kiszabadítani, az expedíció tagjai kénytelenek voltak a hajó fedélzetén áttelelni, szintén elsőként a sarkkutatás történelmében. Mivel az expedíció erre az esetre egyáltalán nem készült fel és csak szűkös készletekkel rendelkeztek, a legénységből sokan (köztük de Gerlache is) skorbutot kapott. A hajó első tisztje, Roald Amundsen (aki később elsőként érte el a Déli-sarkot) és az amerikai származású hajóorvos, Frederick Cook (aki később megírta az expedíció történetét) rákényszerítette a legénység többi tagjára, hogy friss fókahússal táplálkozzanak és ezzel elejét vették a további megbetegedéseknek.
13 hónappal később, 1899 márciusában, Amundsen és Cook felügyelete alatt a hajó legénysége csatornát vágott a jégbe és ezen keresztül kiszabadították a hajót, majd visszatértek Belgiumba.

## További sorsa
A hajót 1902-ben a norvég N.C. Halvorsen, majd Fülöp orléans-i herceg vásárolta meg, aki de Gerlache társaságában kutatóexpedíciókat vezetett a Kara-tengerre és Grönlandra. Egészen 1915-ig szolgált kutatóhajóként, majd ekkor leszerelték és halfeldolgozó hajóvá alakították. A második világháborúban a brit haditengerészet lőszerszállító hajóként használta, majd Norvégia partjainál elsüllyedt.
2009-ben a hajót búvárok megvizsgálták és a hajótestet jó állapotban találták. A belga Belgica Társaság ezért a hajó kiemelése mellett döntött, a kb. 1,5 millió euróra becsült költségeket közadakozásból kívánják előteremteni.

## Átépítések
A hajót pályafutása során több alkalommal is átépítették, az eredetileg bálnavadászatra kialakított hajó ezért jelentős változásokon ment keresztül:
- 1897-ben, a sarkköri expedícióra való felkészítés során, új gőzgépet és hajócsavart kapott, utóbbit a vízvonal felé lehetett emelni, hogy az úszó jégdarabok ne sértsék meg. A főárbóc mögé egy 15 x 12 láb (kb. 5 x 4 m) alapterületű labort építettek ki.
- 1915-ben leszerelték és Norvégiában személyszállításra használták a Spitzbergák és Észak-Norvégia között. Ezért külön kabinokat alakítottak ki a női utasok számára, illetve alvóhelyeket a férfiaknak. A hajó az utasok mellett olajat is szállított.
- 1918-ban leszerelték az árbócokat és a kötélzetet és állóhajóként egy halfeldolgozó üzemet létesítettek rajta. Csak a kormányosfülke maradt meg a fedélzetén.
- 1930-ban a gőzgépet is leszerelték és a motorteret széntárolóvá alakították át, csak egy kis teljesítményű gőzgép maradt a fedélzeten a horgony és a daruk üzemeltetésére.

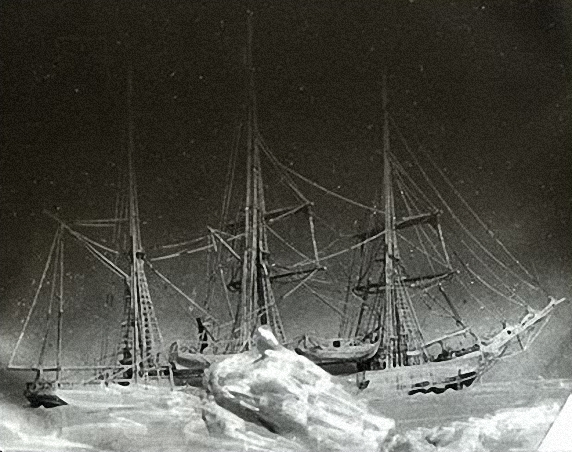
A jég fogságában
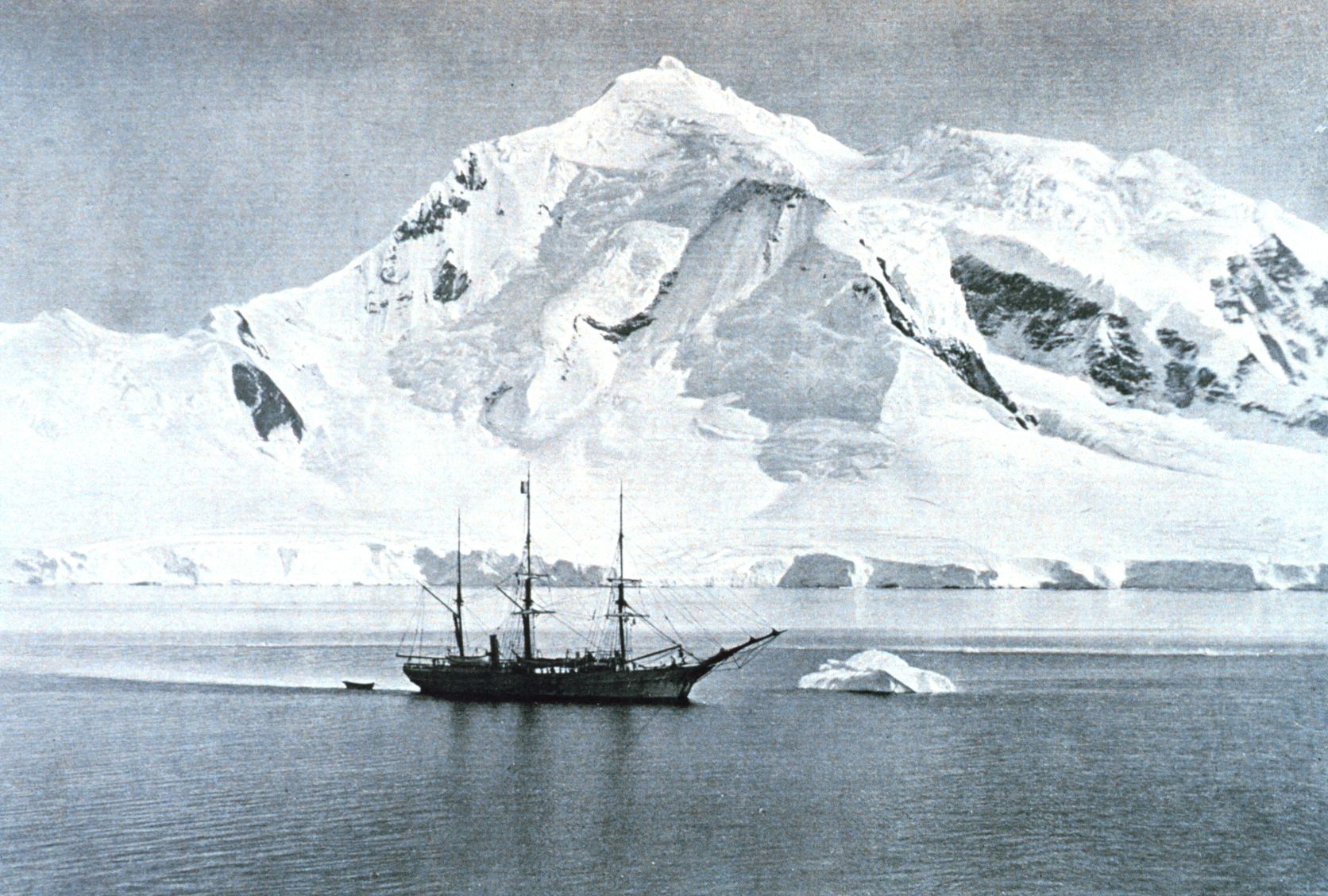
A sarki tengeren
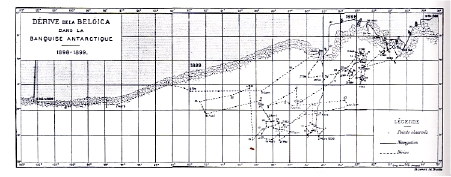
Az expedíció útvonala
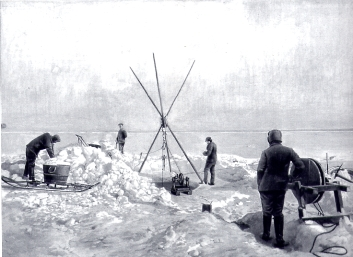
Az expedíció tagjai kutatómunka közben